# 겐나디 노브고로트

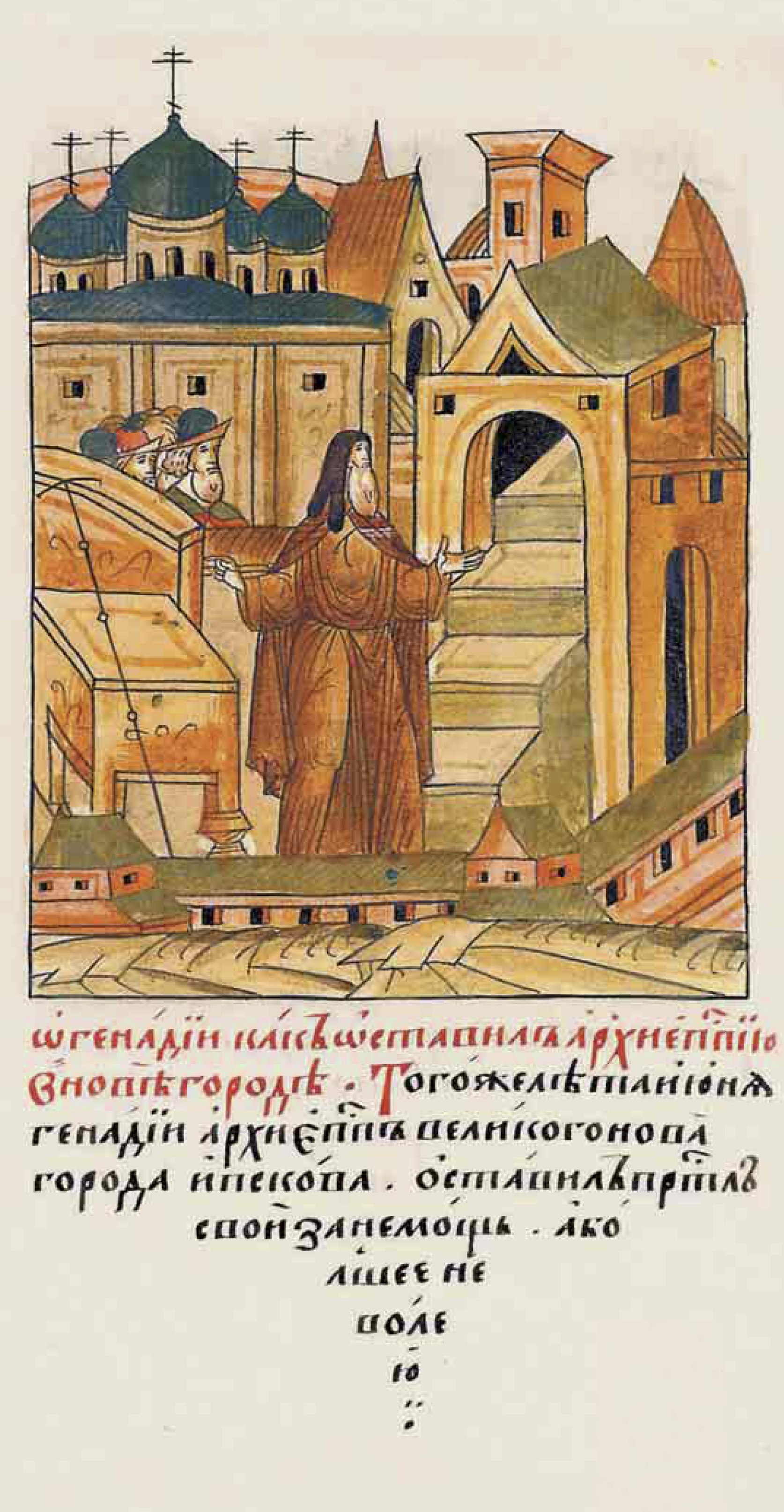
1462년경 시절의
겐나디 노브고로트 사제를 그린 기록화

겐나디 노브고로트(Геннадий Но́вгород, 1410년 1월 13일 ~ 1505년 12월 4일)는 15세기 시대 모스크바 대공국의 정교회 대주교이다.
모스크바에서 출생하였으며 지난날 한때 노브고로트에서 잠시 유아기를 보낸 적이 있는 그는 후일 정교회 사제 직무로써 출사 및 출세하여 그 훗날에는 1462년 3월 27일을 기하여 바실리 3세가 붕어하자 1462년 4월 5일을 기하여 이반 3세가 보위 등극하기 직전까지 잠시 모스크바 대공국 국무대리섭정공 직책을 잠시 지냈으며 1462년 4월 5일 이후 정치 분야에 입접하지 않은 그는 1484년 12월 12일에서 1504년 6월 26일까지 노브고로트 정교회 주교 직책을 지냈다.